# Saúl Cosentino
Saúl Cosentino (Olavarría, Argentina, el 21 de marzo de 1935), es un compositor y pianista argentino cuyas obras tienen fuerte influencia en el tango. Se perfeccionó en sus estudios con Galia Schalman y con Guillermo Grätzer.
Publicó su primer álbum -«Fuera de serie»- en el año 1983, bajo el sello de RCA; ha realizado un total de 12 álbumes, algunos de ellos publicados en Estados Unidos y México, participando en las grabaciones cantores como Raúl Lavié, Carlos Rossi, Julia Zenko y Hernán Salinas.
El pintor Pérez Celis realizó varias de las tapas de los álbumes de Saúl Cosentino.
Hizo la banda musical de La revelación, película de 1996.

## Discografía
Algunos de sus álbumes:
- 1983: "Fuera de serie" - RCA VICTOR
- 1985: "Nueva propuesta" - CBS
- 1987: "Fuerte y claro"
- 1990: "Los Cielos Más Altos" - POLYGRAM
- 1992: "Himno a Buenos Aires" - POLYGRAM
- 1994: "Los tangos de Saúl Cosentino" - REDONDEL
- 1997: "Convicciones" - EL ARCA DE NOÉ
- 1998: "El nuevo tango" - MUSICA & MARKETING S.A.
- 1999: "La música" - MUSICA & MARKETING S.A.
- 2000: "El nuevo Tango - New Tango" - ROMEO RECORDS USA
- 2004: "Cancioncitas" - PATTAYA
- 2004: "Tangos a 4 manos" - EL ARCA DE NOÉ
- 2004: "Manos" - Junto a Juan Carlos Zunini - EL ARCA DE NOÉ
- 2006: "Por él y por otros" - FONOCAL
- 2007: "Es cosa nuestra" - Junto a Carlos Rossi - FONOCAL
- 2008: "Sin tu mitad" - FONOCAL
- 2009: "Get into the Composer Maestro Saul Cosentino"
- 2011: "Tangos a 4 manos Vol. 2" - IRCO VIDEO
- 2012: "Ideas y emociones" - FONOCAL
- ????: "Todos temas nuevos de Saúl Cosentino con excelentes letristas"

También compuso la música para la película argentina La revelación del director Mario David, en 1996.

## Premios
- 1990 - Lo que me gusta: con letra de Roberto Díaz, 1º premio en el Concurso Carlos Gardel organizado por la Municipalidad de la Ciudad de Buenos Aires con motivo de los 100 años de su nacimiento;
- 1992 - Ultimátum: 3º premio Nacional de Música;
- 1993 - Hay una casa chiquita (temas infantiles): segundo premio Nacional de Música;
- 1995 - Suite atípica: primer premio en el Concurso de Composición de Música de Cámara organizado por SADAIC;
- 1997 - CD Convicciones: premio del Consejo Argentino de la Música de la UNESCO;
- 1997 - Sin tu mitad: letra de Eladia Blázquez, 1º premio en el Festival Ibero-americano de la Canción organizado por la OTI;
- 1999 - ¿Quién iba a decir?: letra de Ernesto Pierro, 2º premio en el Festival de la Canción de Villa Gesell;
- 2003 - "Somos el sur": letra de Ernesto Pierro, canción finalista en el Festival de Villa María;
- 2005 - "Borges, un fervor de Buenos Aires": canción con letra de Ernesto Pierro que obtiene el segundo premio en el certamen de tangos organizado por SADAIC;
- 2006 - "Corazón quijote": canción que obtiene el primer premio en el certamen organizado por el Fondo Nacional de las Artes, letra de Ernesto Pierro;
- 2009 - "Cuando canto": canción con letra de Bibi Albert que obtiene el segundo premio en el Festival de la Canción de Mar del Plata;
- 2011 - "Sin tu mitad", canción con letra de Eladia Blázquez, cantada por Raúl Lavié, obtiene el 1.er premio en el 31 Festival de la Canción de California;
- 2012 - "A ver entonces", canción con letra de Ernesto Pierro que obtiene el segundo premio en el Festival de la Canción de Las Vegas.[5][6]